# Lanuinus

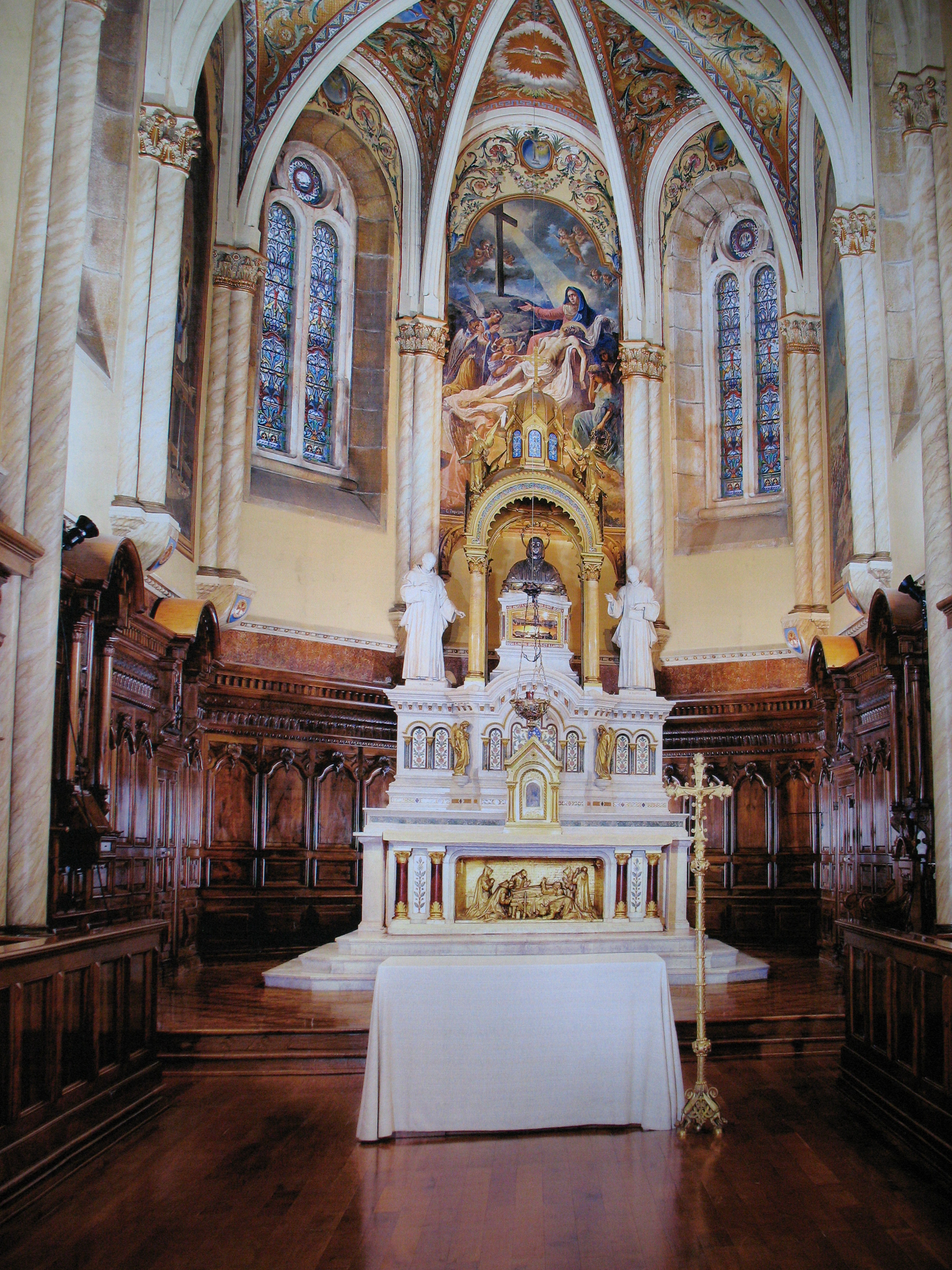
Altar der Kartäuserkirche in Serra San Bruno; im Altaraufbau der Reliquienschrein mit der Inschrift IN MORTE QVOQVE NON SVNT DIVISI OSSA S PATRIS BRVNONIS ET B LANVINI – „Auch im Tod nicht getrennt sind die Gebeine des heiligen Vaters Bruno und des seligen Lanuinus“.

Lanuinus, italienisch Lanuino, deutsch auch Landwin, auch Lanvinus (* in der Normandie; † 11. April 1116 in Serra San Bruno) war ein Gefährte des heiligen Bruno von Köln und sein Nachfolger an der Spitze des Kartäuserordens. Seine früh bezeugte Verehrung als Seliger bestätigte Papst Leo XIII. 1893.

## Leben
Lanuinus war ein Schüler Brunos von Köln und trat 1087 in die La Grande Chartreuse ein. Die Gründer des Kartäuserordens wurden von Papst Urban II. nach Rom eingeladen und 1089 nach Italien. Mehrere Schüler, auch Lanuinus, folgten ihm. Einige Mönche wie Landuinus kehrten, da sie sich nach der Einsamkeit sehnten, in die Große Kartause zurück. Nach zwei Jahren zogen sie sich in die Einsiedelei Santa Maria della Torre im Bistum Squillace zurück und entwickelten die Grundlagen der Lebensweise der Kartäuser.
Nach Brunos Tode 1101 wurde Lanuinus vom Kapitel zum Ordensmeister gewählt. Paschalis II. drückte ihm in der Bulle Quo magnopere desideravimus seine freudige Zustimmung aus. Dieser Papst schickte Lanuinus als seinen Vertreter zu den Bischöfen von Mileto und Messina und ernannte ihn 1108 zum apostolischen Visitator aller Klöster in Kalabrien. 1114 gründete er das Kloster Sanctus Iocobus von Montauro.
Unter seiner Leitung blühte der Orden dank der Unterstützung der Normannen in Süditalien, des Papstes und des Bischofs von Squillace auf.
Im Martyrologium der Kartause von Santo Stefano del Bosco ist bezeugt, dass Lanuinus in der Mitte des 12. Jahrhunderts als Seliger verehrt wurde. Papst Leo XIII. bestätigte am 4. Februar 1893 den seit langer Zeit bestehenden Kult. Im Martyrologium romanum wird am 11. April des seligen Lanuinus gedacht.